# Baby Burlesks
Baby Burlesks, es una serie de ocho películas cortas producida por Jack Hays y dirigida por Charles Lamont para Educational Pictures en 1932 y 1933. Los ocho cortos son sátiras de otras películas exitosas, estrellas de cine, celebridades y eventos recientes de esa época, protagonizados por niños de entre tres y cinco años, y normalmente incluyen contenido racista y sexista. Los actores son niños en edad preescolar vistiendo ropas o accesorios de adultos pero mostrando sus pañales.
Muchos de los niños mostrados en la serie fueron reclutados en la escuela de danza de Meglin Kiddies «Meglin's Dance School» en Hollywood, quienes cuando no estaban filmando, eran utilizados por el estudio como modelos de productos (incluyendo cereales para el desayuno y cigarros) a fin de obtener más beneficios y abaratar los costos de producción.
La serie es principalmente conocida por ser el trampolín de la pequeña de tres años Shirley Temple al ser su primera aparición en cine. En su autobiografía de 1988, la actriz define la serie como «una cínica explotación de la inocencia infantil». Adicionalmente ha comentado que esos cortos fueron «lo mejor que hice en mi vida».

## Filmografía
Los ocho filmes de la serie Baby Burlesks fueron producidos por Jack Hays y dirigidos por Charles Lamont, excepto el primero Runt Page, que fue dirigido por Ray Nazarro. Los ensayos duraban de una semana a dos para cada filme, sin recibir pago, y se filmaban rápidamente en dos días. En su calidad de estrella, Temple recibía $10 dólares al día. En el año 2009 fueron lanzados al mercado en formato DVD.

### Episodios
- Runt Page, dirigida por Ray Nazarro. Fue estrenada el 11 de abril de 1932 y distribuida por Universal Pictures. El filme dura 10 minutos y es una sátira del film The Front Page, con Shirley Temple interpretando a Lulu Parsnips (parodia de la columnista Louella Parsons) y Georgie Smith interpretando a Raymond Bunion. El corto es notable al ser la primera interpretación de Shirley Temple en el cine. En su autobiografía, Temple escribió que Runt Page fue «un pequeño fallo en el mercado y de ventas».[2] Este sería el único filme en que los diálogos de los niños actores fueron doblados por adultos.

- War Babies se estrenó el 11 de septiembre de 1932 y fue distribuido por Educational Film Exchanges. Tenía una duración de 11 minutos y era una sátira del filme ambientado en la Primera Guerra Mundial ¿What Price Glory?. El filme transcurre en el «Café de Pete», donde los niños bailan, cantan, tocan música y beben y escupen leche. Temple interpreta el papel de Dolores del Río en la película, llamada Charmaine y dice sus primeras palabras en el cine («Mais oui, mon cher»).[4] Georgie Smith y Eugene Butler interpretan a un par de brabucones. Otros niños en el reparto eran Dorian Samson, Georgie Billings y Philip Hurlic.

- The Pie-Covered Wagon se estrenó el 30 de octubre de 1932. Fue distribuida por la 20th Century Fox. El guion fue escrito por el productor Jack Hays. Tiene una duración de 10 minutos y es una sátira del popular filme de vaqueros The Covered Wagon, estelarizado por Lois Wilson y  J. Warren Kerrigan. En Pie-Coovered, Temple es atada a una estaca por indios y rescatada por Georgie Smith. Otros niños en el reparto son Eugene Butler, Philip Hurlic, Arthur J. Maskery, Jimmie Milliken y Dorian Samson.

- Glad Rags to Riches se estrenó el 5 de febrero de 1933 y fue distribuida por Educational Film Exchanges. Tiene una duración de 11 minutos. Temple interpreta a «Le Belle Diaperina», una chica bailarina en el «Palacio de la Langosta y el Chupón» (The Lullaby Lobster Palace), quien tiene que decidir si casarse con el rico dueño del club o con un humilde chico del campo. En este filme interpreta su primera canción en el cine «She's Only a Bird in a Gilded Cage».[4] Otros chicos en el reparto son Eugene Butler, Lawrence Harris, Marilyn Granas, Georgie Smith y Dorian Samson.

- Kiddin' Hollywood se estrenó el 14 de marzo de 1933 y fue distribuida por la 20th. Century Fox. Con una duración de 10 minutos, Temple interpreta a una exreina de la belleza reducida a papeles secundarios hasta que es descubierta por el director Frightwig von Stumblebum, una sátira de Erich von Stroheim, el cual la convierte en una estrella llamada Morelegs Sweetrick (parodia de Marlene Dietrich). Este corto está considerado como el mejor de la serie.[4]

- The Kid's Last Fight fue estrenado el 23 de abril de 1933, siendo distribuido por la 20th. Century Fox. Con una duración de 11 minutos, el corto es una sátira de Jack Dempsey y el mundo del boxeo. Georgie Smith interpreta al boxeador Diaper Dampsey (Pañal Dampsey) a quien le secuestran a su novia (Temple) unos gánsteres antes de la gran pelea, inducidos por el promotor de boxeo (Dorian Samson). Los demás chicos del reparto son Lawrence Harris, Arthur J. Maskery, Philip Hurlic y Marilyn Granas. A partir de este corto, Samson se convirtió en la nueva estrella de la serie, sin embargo no duraría mucho su fama, siendo opacado por Temple.

- Polly Tix in Washington, estrenada el 4 de junio de 1933, fue escrita por el director de la serie Charles Lamont y distribuida nuevamente por la 20th. Century Fox. Tiene una duración de 11 minutos y muestra a Temple como Polly Tix, Dorian Samson como Telly Tix, el hermano de Polly, Buttler y Smith como un par de políticos, Gloria Ann Mack como la pequeña hermana y a Philip Hurlic como Dinamita. Shirley Temple escribió en su autobiografía: «Yo era una prostituta en la nómina de la Fundación Pezón y anti-Castor Oil Lobby. Mi tarea era seducir a un par de senadores patanes recién llegados».[5] Temple usa en el filme un brassier y pantaletas negras diseñadas por su madre. Su biógrafa Anne Edwars escribió al respecto: «La intención de Jack Hays era obvia. Baby Burlesks estaba destinado a calentar a los hombres asistentes a las matinés».[6] El guion requería que Temple realizara un paseo en un carro tirado por un avestruz; sin embargo el ave se asustó y casi mata a Temple.[7]

- Kid 'in' Africa fue estrenada el 6 de octubre de 1933, distribuida por la 20th. Century Fox. En el filme de 10 minutos de duración, Temple interpreta a Madam Cradlebait y Dorian Samson a Sir Cradlebait, el esposo de Temple, un misionero capturado por una tribu salvaje y rescatado del perol por Tarzán, en el filme llamado Pañalzan (Diaperzan) interpretado por Danny Boone Jr. quien llega montado en un elefante. Se utilizó a un grupo de chicos negros para interpretar a la tribu. Este filme fue el menos popular de la serie, por lo cual se descontinuó.[6] Extrañamente, el filme muestra un cartel publicitario de Ex-Lax, enfrente del hotel Squaldorf.[8]

## La historia de Dorian Samson
Dorian Samson nació el 22 de febrero de 1927 en Los Ángeles, California. Samson sólo tenía cinco años cuando comenzó a actuar en la serie Baby Burlesks. Su primera aparición fue en War Babies. A partir de ahí tuvo más interpretaciones en los demás episodios de la serie, permaneciendo en el reparto original hasta su cancelación en 1933. Posteriormente aparecería en pequeños papeles en películas corales y musicales. Samson dejó definitivamente la actuación en los años 40 tras ver como se sucedían los éxitos de su coestrella Shirley Temple. Comenzó a desarrollar celos ante la carrera de Temple y acabó suicidándose a la edad de 22 años, el 31 de diciembre de 1949.